# Divisão Sul da Liga Nacional de Futebol Americano de 2018
A Divisão Sul é uma das duas divisões da Conferência Americana da Liga Nacional de Futebol Americano de 2018. A divisão possui três grupos de quatro times (5, 6 e 7). Classificam-se os dois melhores colocados de cada grupo. As equipes são ordenadas em seeds de #1 a #6, considerando os três primeiros os campeões de grupo e os três últimos os segundos colocados. Os seeds #1 e #2 classificam-se diretamente à Semifinal de Divisão dos Playoffs enquanto os times restantes enfrentam-se na fase Wild Card, fazendo confrontos cruzados até a Final de Divisão. O vencedor do jogo torna-se o campeão da divisão, garante vaga no Brasil Futebol Americano de 2019 e classifica-se à Final de Conferência, o Nacional Bowl, para enfrentar o campeão da Divisão Sudeste.

## Classificação
Classificados para os Playoffs estão marcados em verde.
O símbolo # indicada a classificação dentro da divisão.
Grupo 5
| Pos | Times                      | V | E | D | PCT   | PF  | PS  | SP   |
| --- | -------------------------- | - | - | - | ----- | --- | --- | ---- |
| 1   | Santa Cruz Chacais #3      | 4 | 0 | 0 | 1.000 | 100 | 18  | 82   |
| 2   | Ijuí Drones #5             | 2 | 0 | 2 | .500  | 107 | 94  | 13   |
| 3   | Bento Gonçalves Snakes     | 1 | 0 | 3 | .250  | 57  | 93  | -36  |
| 4   | Foz do Iguaçu Black Sharks | 0 | 0 | 4 | .000  | 26  | 128 | -102 |

Grupo 6
| Pos | Times                 | V | E | D | PCT   | PF  | PS | SP  |
| --- | --------------------- | - | - | - | ----- | --- | -- | --- |
| 1   | Gaspar Black Hawks #1 | 4 | 0 | 0 | 1.000 | 126 | 28 | 98  |
| 2   | Maringá Pyros #4      | 3 | 0 | 1 | .750  | 116 | 61 | 55  |
| 4   | Brown Spiders FA      | 2 | 0 | 2 | .500  | 59  | 48 | 11  |
| 3   | Corupá Buffalos       | 1 | 0 | 3 | .250  | 29  | 86 | -57 |

Grupo 7
| Pos | Times                    | V | E | D | PCT   | PF  | PS  | SP   |
| --- | ------------------------ | - | - | - | ----- | --- | --- | ---- |
| 1   | Porto Alegre Gorillas #2 | 4 | 0 | 0 | 1.000 | 146 | 6   | 140  |
| 2   | Armada FA #6             | 2 | 0 | 2 | .500  | 104 | 14  | 90   |
| 3   | Criciúma Miners[a]       | 1 | 0 | 3 | .250  | 49  | 147 | -98  |
| 4   | Curitiba Lions[b]        | 0 | 0 | 4 | .000  | 0   | 196 | -196 |

### Resultados
Primeira Rodada
| 7 de julho 14:00 UTC -3 | Relatório | Ijuí Drones | 42–18 | Foz do Iguaçu Black Sharks |  | Estádio 19 de Outubro, Ijuí-RS |  |

| 7 de julho 14:00 UTC -3 |  | Brown Spiders FA | 07–17 | Maringá Pyros |  | Complexo Brown Spider, Curitiba-PR |  |

| 8 de julho 14:00 UTC -3 | Relatório | Santa Cruz Chacais | 10–09 | Bento Gonçalves Snakes |  | Estádio dos Plátanos, Santa Cruz do Sul-RS |  |

| 8 de julho 14:30 UTC -3 | W.O.[a] | Criciúma Miners | 00–49 | Armada FA |  | Estádio do Caravaggio, Nova Veneza-SC |  |

| 8 de julho | W.O.[b] | Curitiba Lions | 00–49 | Porto Alegre Gorillas |  |  |  |

| 21 de julho 14:00 UTC -3 |  | Corupá Buffalos | 00–26 | Gaspar Black Hawks |  | Estádio do Bandeirantes, São Bento do Sul-SC |  |

Segunda Rodada
| 29 de julho 14:00 UTC -3 | W.O.[a] | Porto Alegre Gorillas | 49–00 | Criciúma Miners |  | Parque Esportivo da PUCRS, Porto Alegre-RS |  |

| 4 de agosto 15:00 UTC -3 | Relatório | Foz do Iguaçu Black Sharks | 02–20 | Santa Cruz Chacais |  | Estádio do ABC, Foz do Iguaçu-PR |  |

| 4 de agosto 14:00 UTC -3 | Relatório | Maringá Pyros | 35–15 | Corupá Buffalos |  | Campo Alberto Duque da Rocha, Maringá-PR |  |

| 11 de agosto 14:00 UTC -3 |  | Ijuí Drones | 52–14 | Bento Gonçalves Snakes |  | Estádio 19 de Outubro, Ijuí-RS |  |

| 11 de agosto 14:00 UTC -3 |  | Brown Spiders FA | 08–12 | Gaspar Black Hawks |  | Complexo Brown Spider, Curitiba-PR |  |

| 11 de agosto | W.O.[b] | Armada FA | 49–00 | Curitiba Lions |  |  |  |

Terceira Rodada
| 25 de agosto 14:00 UTC -3 | Relatório | Santa Cruz Chacais | 21–07 | Ijuí Drones |  | Estádio dos Plátanos, Santa Cruz do Sul-RS |  |

| 25 de agosto 14:00 UTC -3 | Relatório | Brown Spiders FA | 19–07 | Corupá Buffalos |  | Complexo Brown Spider, Curitiba-PR |  |

| 25 de agosto | W.O.[b] | Criciúma Miners | 49–00 | Curitiba Lions |  |  |  |

| 1 de setembro 14:00 UTC -3 |  | Maringá Pyros | 20–39 | Gaspar Black Hawks |  | Campo Alberto Duque da Rocha, Maringá-PR |  |

| 2 de setembro 9:00 UTC -3 | Relatório | Bento Gonçalves Snakes | 22–06 | Foz do Iguaçu Black Sharks |  | Estádio da Montanha, Bento Gonçalves-RS |  |

| 2 de setembro 14:00 UTC -3 | Relatório | Armada FA | 00–07 | Porto Alegre Gorillas |  | Estádio do Grêmio Esportivo Nacional, São Leopoldo-RS |  |

Quarta Rodada
| 22 de setembro | W.O.[a] | Gaspar Black Hawks | 49–00 | Criciúma Miners |  |  |  |

| 22 de setembro | W.O.[b] | Curitiba Lions | 00–49 | Santa Cruz Chacais |  |  |  |

| 22 de setembro 14:00 UTC -3 | Relatório | Porto Alegre Gorillas | 41–06 | Ijuí Drones |  | Parque Esportivo da PUCRS, Porto Alegre-RS |  |

| 22 de setembro 14:00 UTC -3 | Relatório | Corupá Buffalos | 07–06 | Armada FA |  | Estádio do Bandeirantes, São Bento do Sul-SC |  |

| 22 de setembro 16:00 UTC -3 |  | Foz do Iguaçu Black Sharks | 00–44 | Maringá Pyros |  | Estádio do ABC, Foz do Iguaçu-PR |  |

| 30 de setembro 9:00 UTC -3 | Relatório | Bento Gonçalves Snakes | 12–25 | Brown Spiders FA |  | Estádio da Montanha, Bento Gonçalves-RS |  |